# Uromyces clitoriae
Uromyces clitoriae ist eine Ständerpilzart aus der Ordnung der Rostpilze (Pucciniales). Der Pilz ist ein Endoparasit des Hülsenfrüchtlers Clitoria mexicana. Symptome des Befalls durch die Art sind Rostflecken und Pusteln auf den Blattoberflächen der Wirtspflanzen. Sie ist ein Endemit Mexikos.

## Merkmale

### Makroskopische Merkmale
Uromyces clitoriae ist mit bloßem Auge nur anhand der auf der Oberfläche des Wirtes hervortretenden Sporenlager zu erkennen. Sie wachsen in Nestern, die als gelbliche bis braune Flecken und Pusteln auf den Blattoberflächen erscheinen.

### Mikroskopische Merkmale
Das Myzel von Uromyces clitoriae wächst wie bei allen Uromyces-Arten interzellulär und bildet Saugfäden, die in das Speichergewebe des Wirtes wachsen. Die Spermogonien und Aecien der Art sind unbekannt. Die unterseitig auf den Wirtsblättern, an Stängeln und an Blattspindeln wachsenden Uredien des Pilzes sind zimtbraun. Ihre zimtbraunen Uredosporen sind 27–30 × 25–27 µm groß, meist dreieckig eiförmig und stachelwarzig. Die blattunterseitig wachsenden Telien der Art sind schwarzbraun, unbedeckt und pulverig. Die kastanienbraunen Teliosporen sind einzellig, in der Regel kugelig bis ellipsoid, warzig und meist 22–27 × 17–20 µm groß. Ihre Stiele sind farblos und bis zu 40 µm lang.

## Verbreitung
Das bekannte Verbreitungsgebiet von Uromyces clitoriae beschränkt sich auf Zentralmexiko.

## Ökologie
Die Wirtspflanze von Uromyces clitoriae ist Clitoria mexicana. Der Pilz ernährt sich von den im Speichergewebe der Pflanzen vorhandenen Nährstoffen, seine Sporenlager brechen später durch die Blattoberfläche und setzen Sporen frei. Die Art durchläuft einen wahrscheinlich makrozyklischen Entwicklungszyklus, von dem bisher nur Uredien und Telien sowie deren Wirt bekannt sind. Ob sie einen Wirtswechsel vollzieht, lässt sich daher nicht sagen.